# Seeausflussgeprägtes Fließgewässer

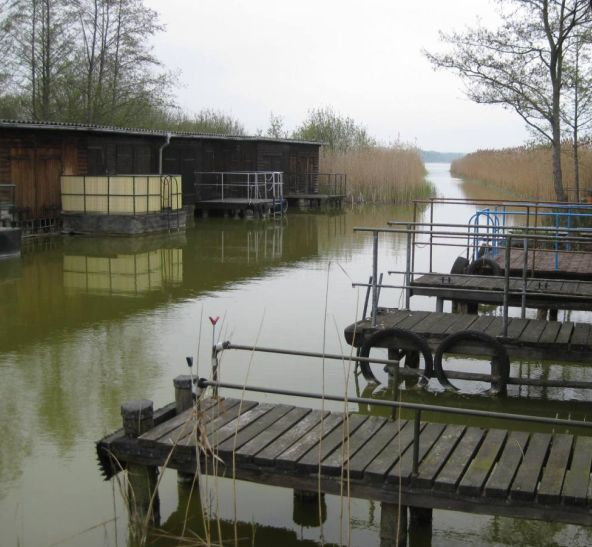
Die Mildenitz als Ausfluss des Goldberger Sees

Einer der von der LAWA festgelegten Fließgewässertypen ist der Typ 21: Seeausflussgeprägte Fließgewässer. Es handelt sich dabei um einen von der Ökoregion unabhängigen Typ, der sowohl im Jungmoränengebiet des norddeutschen Tieflands (Subtyp 21_N) als auch im Alpenvorland (Subtyp 21_S) auftritt.

## Gewässerstruktur
Die Abschnitte sind stets unterhalb von Seen zu finden. In ihrer Struktur unterscheiden sie sich je nach Lage stark. Sie sind meist breiter und offener als darunter liegende Abschnitte und besitzen häufig einen Röhrichtgürtel. Die Strömung ist direkt am Seeausfluss meist am stärksten. Es findet sich oft relativ wenig Totholz, dafür viel Kies oder Sand, dies ist jedoch stark von den jeweiligen geologischen Bedingungen abhängig.

## Flora und Fauna
Die Biozönose dieser Gewässer ist stark durch den Einfluss des Sees auf Temperatur und Stoffhaushalt geprägt. Die speziellen naturräumlichen Besonderheiten treten in den Hintergrund. Die Lebewesen müssen an hohe Temperaturen, schwankende Sauerstoffwerte und einen hohen Nährstoffanteil angepasst sein. An Wirbellosen kommen vor allem Filtrierer wie Großmuscheln, Kriebelmücken und filtrierende Arten von Köcherfliegenlarven vor. Es sind meist unspezialisierte Fischarten wie Barsche oder Rotaugen vorhanden, in unterschiedlichem Maße auch seebewohnende Fische.
Es kommen sowohl Schwimmblattpflanzen, Laichkräuter und Froschbissgewächse als auch Röhrichtpflanzen im Uferbereich vor. Ganz schmale, baumbestandene Seeausflüsse sind teilweise auch vegetationsfrei. Plankton ist durch den Zufluss aus dem See häufig vorhanden.

## Beispiele
- Teile von Schwahn, Havel und Mildenitz (z. B. unterhalb des Goldberger Sees) (Norddeutsches Tiefland)